# 加納 (阿肯色州)
加納（英語：Garner）是一個位於美國阿肯色州懷特縣的城鎮。

## 地理
加納的座標為35°08′28″N 91°47′07″W / 35.14111°N 91.78528°W，而該地的平均海拔高度為67米（即220英尺）。

## 人口
根據2020年美國人口普查的數據，加納的面積為2.18平方千米，當中陸地面積為2.04平方千米，而水域面積為0.14平方千米。當地共有人口211人，而人口密度為每平方千米96人。